# Borkwalde
Borkwalde est une commune allemande de l'arrondissement de Potsdam-Mittelmark, Land de Brandebourg.

## Géographie
Borkwalde se situe dans le plateau du Zauche, un sandur.
|            |           | Beelitz   |
| Planebruch | Borkwalde |           |
|            | Brück     | Borkheide |

## Histoire
Jusqu'au début du XXe siècle, le territoire de Borkwalde se compose d'une forêt. Le juriste berlinois Bredereck acquiert en 1912 d0es terrains et fait construire des résidences secondaires.